# 朗希尔德·奥莫特
朗希尔德·奥莫特（挪威語：Ragnhild Aamodt，1980年9月9日—），生于萨尔普斯堡，挪威女子手球运动员。她曾代表挪威国家队参加2008年夏季奥林匹克运动会手球比赛，获得一枚金牌。